# Absolute Beginners (canção de David Bowie)
"Absolute Beginners" é uma canção escrita e gravada pelo músico britânico David Bowie. A faixa é o tema principal do filme homônimo, de 1986.
Embora o filme não tenha obtido êxito comercial, a canção se tornou um dos singles mais bem-sucedidos de Bowie. O single foi lançado em 3 de março de 1986, chegando ao n° 2 na UK Singles Chart. Nos Estados Unidos, a canção não foi tão bem-sucedida, alcançando o n° 53 da Billboard Hot 100. A canção foi tocada na turnê Glass Spider e nas turnês dos anos 2000.

## Créditos
- Produtores:
  - Alan Winstanley
  - Clive Langer
- Músicos:
  - David Bowie: vocais
  - Rick Wakeman: piano
  - Kevin Armstrong: guitarra
  - Matthew Seligman: baixo
  - Neil Conti: bateria
  - Luis Jardim: percussão
  - Mac Gollehon: trompete
  - Don Weller, Gary Barnacle, Paul "Shilts" Weimar, Willie Garnett, Andy MacKintosh, Gordon Murphy: saxofones
  - Steve Nieve: teclado
  - Janet Armstrong: vocais de apoio

## Uso na comunicação social
Dois meses depois da morte de Bowie, a operadora portuguesa MEO passou a utilizar a canção em uma campanha televisiva, que durou vários meses.